# Phyllonorycter propinquinella
The Cherry Blotch Miner Moth (Phyllonorycter propinquinella) là một loài bướm đêm thuộc họ Gracillariidae. Nó được tìm thấy ở Canada (Québec và Nova Scotia) và Hoa Kỳ (Illinois, Ohio, Maine, Maryland, New York, Michigan, Vermont và Connecticut).
Sải cánh dài 8–9 mm.
Ấu trùng ăn Prunus serotina. Chúng ăn lá nơi chúng làm tổ.